# شبگردها
شبگردها / شبروها (به انگلیسی: The Nightcomers) یک فیلم ترسناک بریتانیایی به کارگردانی مایکل وینر و با بازی مارلون براندو، استفانی بیچام، تورا هیرد، هری اندروز و آنا پالک در سال ۱۹۷۱ است. داستان این فیلم، در حقیقت پیش درآمد اتفاقات رمان سخت‌تر شدن اوضاع نوشته هنری جیمز (۱۸۹۸) و اقتباس سینمایی آن، بیگناهان (۱۹۶۱) است.

## داستان
بلای هاوس، انگلستان، اوایل قرن بیستم، پدر و مادر مایلز و فلورا در تصادف اتومبیل در هند کشته می‌شوند و قیم شان که ساکن آنجا نیست و در لندن اقامت دارد، آن‌ها را به سرپیشخدمت، خانم گروس، معلم سرخانه‌شان، دوشیره جسل و باغبان پیتر کوینت می‌سپارد. پیتر که آدم بی‌قید و بی‌بند و خوش‌گذرانی است با سخنان جذاب، خوش مشربی‌ها و شوخی‌هایش بچه‌ها را تحت تاثیر قرار می‌دهد و دوستی و ارتباط نزدیکی با آن‌ها برقرار می‌کند. او برای بچه‌ها که از مرگ پدر و مادرشان بی‌اطلاع هستند از مرگ والدین‌شان می‌گوید و مرگ را به سخره می‌گیرد و فلسفه های عجیب خود را در مورد عشق و مرگ بیان می کند.
خانم جسل، معلم سرخانه، نیز تحت طلسم پیتر قرار می‌گیرد و علیرغم پس زدن های اولیه، آن دو وارد یک رابطه عاشقانه سادومازوخیستی می‌شوند. فلورا و مایلز مجذوب این رابطه می‌شوند و به کوئینت و جسل کمک می‌کنند تا از دخالت های ناخرسندانه خانم گروسبرکنار بماند.
بچه‌ها شروع به مشاهده مخفیانه اعمال خشونت‌آمیز کوئینت و جسل می‌کنند و آنچه که می‌بینند (از جمله بانداژ) را تقلید می‌کنند، و کار به آنجا می رسد که مایلز تقریباً می رود که فلورا را از یک ساختمان به پایین هل بدهد. خانم گروس تصمیم می گیرد برای اخراج کوئینت و جسل به ارباب و قیم غایب خانه نامه بنویسد. خانم جسل تصمیم می گیرد که خانه را ترک کند و خانم گروس هم کوینت را اخراج می کند. فلورا تحت اظهارات قبلی کوینت، مبنی بر اینکه عشق نفرت است و کسی که واقعا دوست داری را باید بکشی»، و با اشاره ضمنی آنکه تنها در مرگ است که مردم می توانند واقعاً متحد شوند، تصمیم می گیرد با کشتن جسل او را نزد خود نگه دارد. پس فلورا با آگاهی از اینکه خانم جسل نمی تواند شنا کند، قایقی که او همیشه در آن منتظر کوینت می ماند  (و او هم هرگز حاضر نمی شود) را سوراخ می کند. کوینت اندکی بعد، بدن سرد و سخت شده خانم جسل را در آب می‌یابد.
در این حین، بچه ها شبانه عروسک جسل و کوینت را برای رساندن آن دو به یکدیگر آتش می زنند، و فردای آن روز، مایلز با گفتن آنکه جسل منتظر کوینت است، او را با تیر و کمان کشته و داخل دریاچه پرتاب می کند. فیلم با آمدن یک معلم سرخانه جدید به پایان می رسد، کسی که احتمالاً معلم سرخانه موجود در داستان « سخت تر شدن اوضاع» (The Turn of the Screw) است.

## بازیگران
- مارلون براندو در نقش پیتر کوینت
- استفانی بیچام در نقش خانم جسل
- ثورا هرد در نقش خانم گروس
- هری اندروز در نقش سرپرست بچه‌ها
- ورنا هاروی در نقش فلورا
- کریستوفر آلیس در نقش مایلز
- آنا پالک در نقش مدیر جدید